# Portrait de l'artiste (Caillebotte)
Pour les articles homonymes, voir Portrait de l'artiste.
Portrait de l'artiste est un tableau réalisé par le peintre français Gustave Caillebotte vers 1892. Cette huile sur toile est un autoportrait dans lequel l'artiste se représente en buste, son profil gauche tourné vers le spectateur. Entrée dans les collections publiques en 1971, l'œuvre est affectée au musée d'Orsay, à Paris, depuis 1986.